# ولیکا لوکنجا
ولیکا لوکنجا (به لاتین: Velika Lukanja}} یک عوارض جغرافیایی در صربستان است که در Pirot District واقع شده‌است.

## خصوصیات
ولیکا لوکنجا ۱۷ نفر جمعیت دارد.